# Haus Arenberg

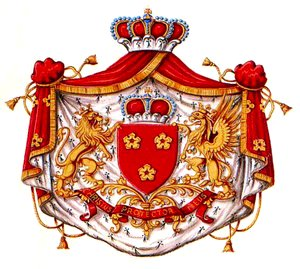
Wappen der Herzöge von Arenberg

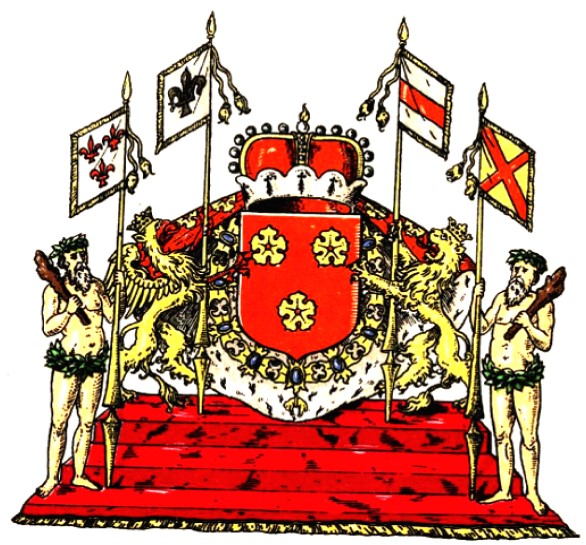
Wappen der Herzöge von Arenberg bei Spießen

Das Haus Arenberg (französisch Aremberg) ist ein deutsch-belgisches, katholisches Hochadelsgeschlecht. 
Die Edelfreien von Arenberg, Burggrafen von Köln benannten sich im 12. Jahrhundert nach der Burg Aremberg im Landkreis Ahrweiler und waren in der Eifel ansässig. Nach dem Aussterben der ursprünglichen Familie von Arenberg im Mannesstamm fielen Besitz und Titel 1299 an eine Linie der Grafen von der Mark und 1549 an einen Zweig des damals freiherrlichen Hauses Ligne, das in den Spanischen Niederlanden (heutiges Belgien) begütert war. 1606 erwarb die Familie vom französischen Königshaus die Herrschaften Enghien und Rebecq in der Grafschaft Hennegau, 1612 erbte sie das damals spanische Herzogtum Aarschot in der heutigen belgischen Provinz Flämisch-Brabant. Dieser Zweig besteht bis heute. 
Die Herrschaft Arenberg war ein reichsunmittelbares Territorium im Heiligen Römischen Reich, das 1509 zur Grafschaft, 1576 zum Fürstentum und 1644 zum Herzogtum Arenberg erhoben wurde. Dieses eigenständige Land ging 1794 im Zuge des Ersten Koalitionskrieges unter und kam als linksrheinisches Gebiet 1801 an Frankreich. Nach dem Reichsdeputationshauptschluss entstand 1803 aus ehemaligen Kirchengütern das neue Herzogtum Arenberg-Meppen in Westfalen, das 1810 von Frankreich annektiert wurde und 1815 endgültig seine Souveränität verlor. 
Der jeweilige Chef des Hauses Arenberg ist nach belgischem Adelsrecht Herzog (Duc), die anderen Familienmitglieder sind Prinzen bzw. Prinzessinnen.

## Geschichte

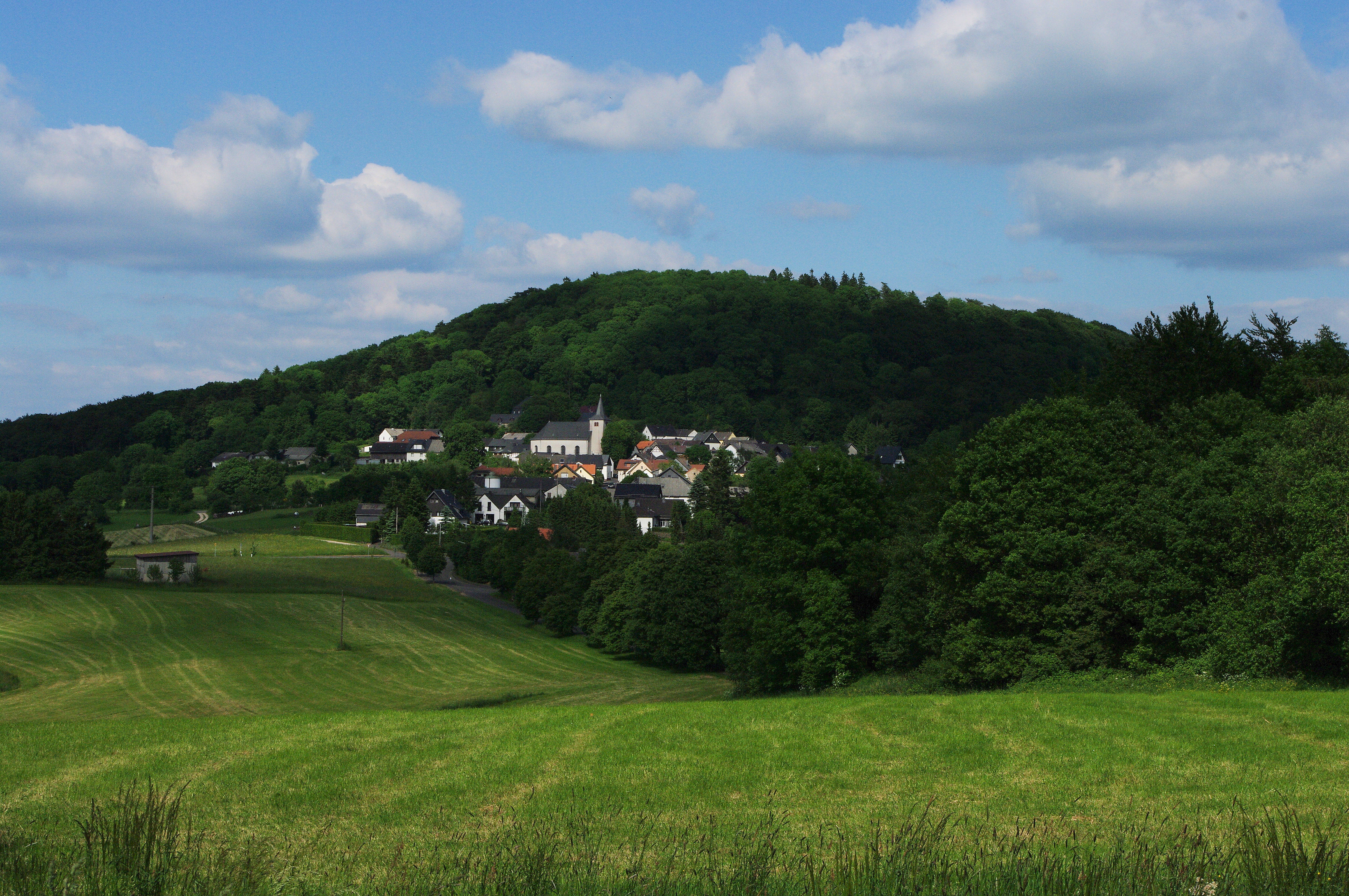
Der Aremberg, Ahreifel

1. Edelfreie von Arenberg, Burggrafen von Köln, 12. Jahrhundert
Die edelfreie Familie von Arenberg ist 1117–1129 erschließbar und 1166 erstmals erwähnt. Sie hatte zeitweise das Amt des Burggrafen in Köln inne, das sie 1279 an den Erzbischof verkaufte. Es bestanden zwei Besitzschwerpunkte. Der erste lag um die Stammburg Aremberg in der Ahreifel, der zweite an der Sieg (Kirburg und Wissen mit Burg Schönstein). Der Besitz an der Sieg ist wahrscheinlich durch die Heirat von Eberhard von Arenberg mit Aleidis von Molsberg an die Familie gelangt. Aleidis war Erbin der Edelherren von Freusburg. Eberhards Söhne teilten den Besitz an der Sieg. Heinrich erhielt den Besitz südlich des Flusses und nannte sich weiter „von Arenberg“, Gerhard erhielt die Besitzungen nördlich und nannte sich „von Wildenburg“ (auch „Wildenfels“). Die Hauptlinie starb um 1280 (vor 1281) im Mannesstamme aus.
2. Arenberg des Stammes der Grafen von der Mark, 1299
Durch Heirat der Erbin Mathilde mit Engelbert II. von der Mark (1308–1328) kam der Besitz 1299 an die Grafen von der Mark und es entstand die zweite Linie der Grafen von Arenberg. Engelbert übergab die Grafschaft Aremberg seinem zweiten Sohn Eberhard als selbständiges Erbe.
3. Arenberg des Stammes Ligne, 1549
Als nach dem Tod Roberts III. auch diese Linie im Mannesstamm ausgestorben war, heiratete dessen Schwester Margaretha am 18. Oktober 1547 Johann von Ligne (Jean de Ligne), durch seinen Vater Ludwig Erbe unter anderem der Baronie von Barbençon und durch seine Mutter Erbe von Gütern der Herren von Glimes-Bergen op Zoom. Durch die Verbindung Margarethas mit Jean de Ligne, der 1549 den Namen Arenberg annahm, entstand die dritte Linie des Hauses Arenberg (Arenberg-Ligne), die 1549 von Karl V. in den Reichsgrafenstand und 1576 von Maximilian II. in den Reichsfürstenstand erhoben wurde. Der Besitzschwerpunkt war damit in die Spanischen Niederlande verlegt; die Arenberger waren – wie auch die Lignes – treue Gefolgsleute der Habsburger, was sich auch in der Epoche der Österreichischen Niederlande ab 1714 fortsetzte.

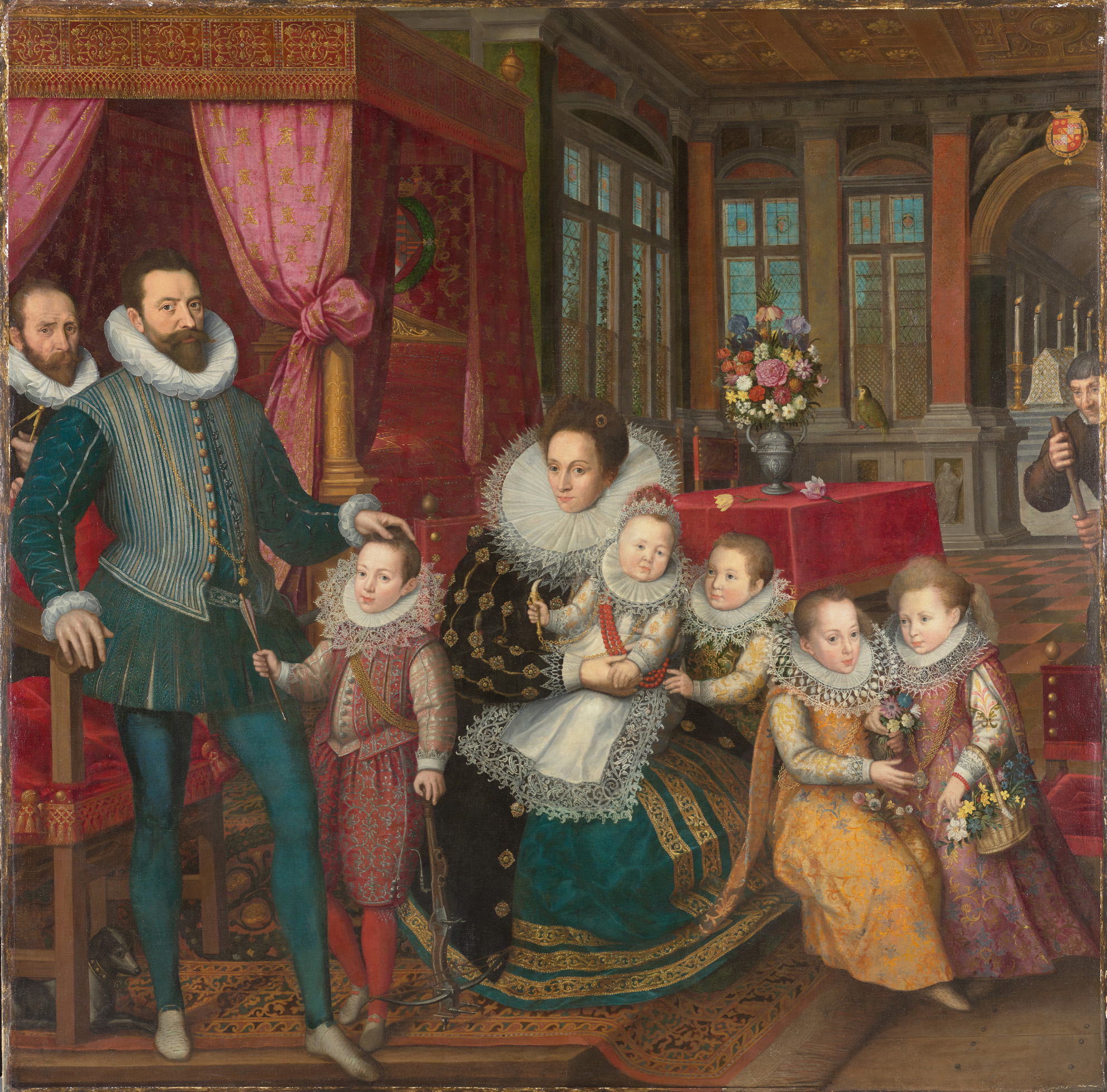
Karl von Arenberg und Anne de Croÿ mit Kindern (um 1593)

1606/1607 kaufte Karl von Arenberg vom französischen König Heinrich IV. die Herrschaften Enghien und Rebecq, 1612 erhielt seine Familie aus Erbgut seiner Frau Anne de Croÿ das Herzogtum von Aarschot. 1644 wurde das Fürstentum Arenberg von Ferdinand III. zum Herzogtum erhoben.
Als Entschädigung für die Verluste des linksrheinischen Territoriums im Zuge des Ersten Koalitionskriegs wurden Herzog Ludwig Engelbert von Arenberg am 25. Februar 1803 vom Reichsdeputationshauptschluss das Amt Meppen aus dem Hochstift Münster und das Vest Recklinghausen aus dem Erzstift Köln zugesprochen, ein Gebiet von insgesamt 660 Quadratkilometer mit 76.000 Einwohnern, von dem der nördliche Teil später als Herzogtum Arenberg-Meppen bekannt wurde. Dieses wurde 1810 von Frankreich annektiert. Der Wiener Kongress gab das Hoheitsgebiet den Herzögen zwar zurück, doch verloren sie bald die Souveränität für das Amt Meppen an das Königreich Hannover und für das Vest Recklinghausen an das Königreich Preußen. Als Standesherren konnten die Herzöge aber vor allem im Königreich Hannover noch lange bestimmte Vorrechte behalten. Diese wurden erst 1875 vollständig aufgehoben.
Herzog Engelbert-Maria von Arenberg verfügte Anfang des 20. Jahrhunderts noch über ca. 20.000 ha Grundbesitz in Belgien, die Schlösser Enghien, Heverlee, Wisbecq, das Palais d’Egmont an der Place du Petit Sablon in Brüssel, ferner über Grundbesitz bei Meppen im Emsland, den die Familie angekauft hatte, einschließlich dem Jagdschloss Clemenswerth, sowie das 1853 erworbene Schloss Herzford am Niederrhein; 1903 kaufte er noch das „westfälische Versailles“, Schloss Nordkirchen, als künftige Hauptresidenz hinzu. Weil er jedoch 1914 als Reserveoffizier des preußischen Garde-Kürassier-Regiments am Einmarsch der deutschen Armeen in Belgien teilnahm und dann während des Ersten Weltkriegs dem Armee-Oberkommando VII angehörte, wurde er von der belgischen Presse als „Boche du Petit Sablon“ verhöhnt und bei der Niederlage Deutschlands 1918 sogleich enteignet oder zum Verkauf gezwungen, sodass er in kürzester Zeit den gesamten historischen Familienbesitz in Belgien verlor. Ein kleines Waldgut in Champlon-Famenne (Belgien) sowie ein durch Heirat erworbener Besitz, das Schloss Gerbéviller in Lothringen, sind heutigen Familienzweigen verblieben. Den auf etwa 13.000 Hektar erweiterten Grundbesitz im Emsland und weiteren 1903 erworbenen Grundbesitz im Südmünsterland, einschließlich mehreren Bergwerken, brachte der Herzog 1928 in die Arenberg-Meppen GmbH bzw. 1932 in die Arenberg-Nordkirchen GmbH sowie in die Arenberg-Recklinghausen GmbH, Arenberg-Schleiden GmbH und Arenberg-Düsseldorf GmbH ein, deren Gesellschafter seine drei Kinder wurden. Sein Sohn, der Erbprinz (später Herzog) Engelbert Karl von Arenberg (auch „Englebert-Charles“) hinterließ seine Anteile 1974 seiner Witwe Herzogin Mathildis von Arenberg geb. Calley, die sie nach ihrem Tode 1989 der gemeinnützigen „Stiftung Herzog Englebert-Charles und Herzogin Mathildis von Arenberg“ hinterließ.

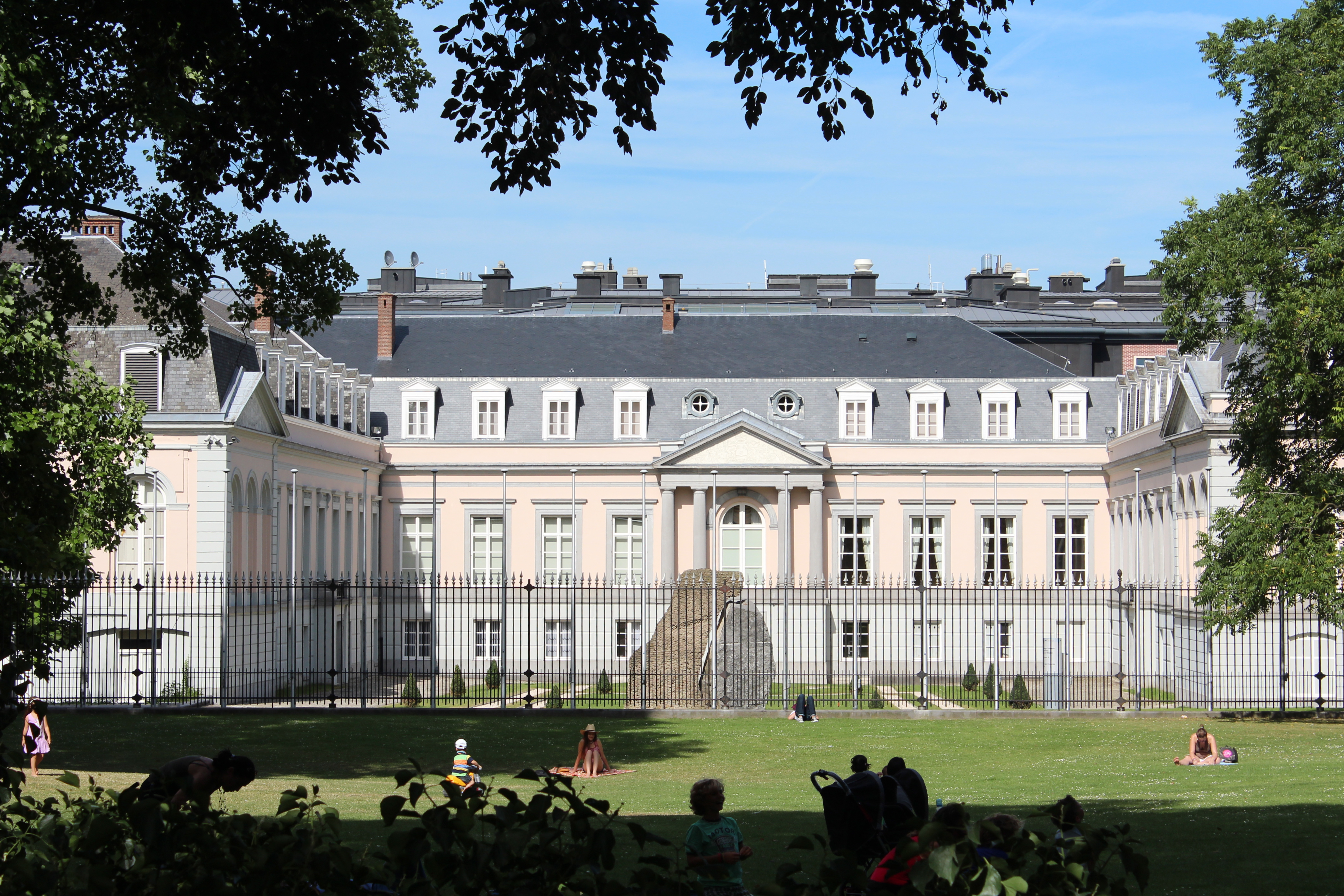
Palais d’Egmont in Brüssel, Place du Petit Sablon; heute Sitz des belgischen Außenministers
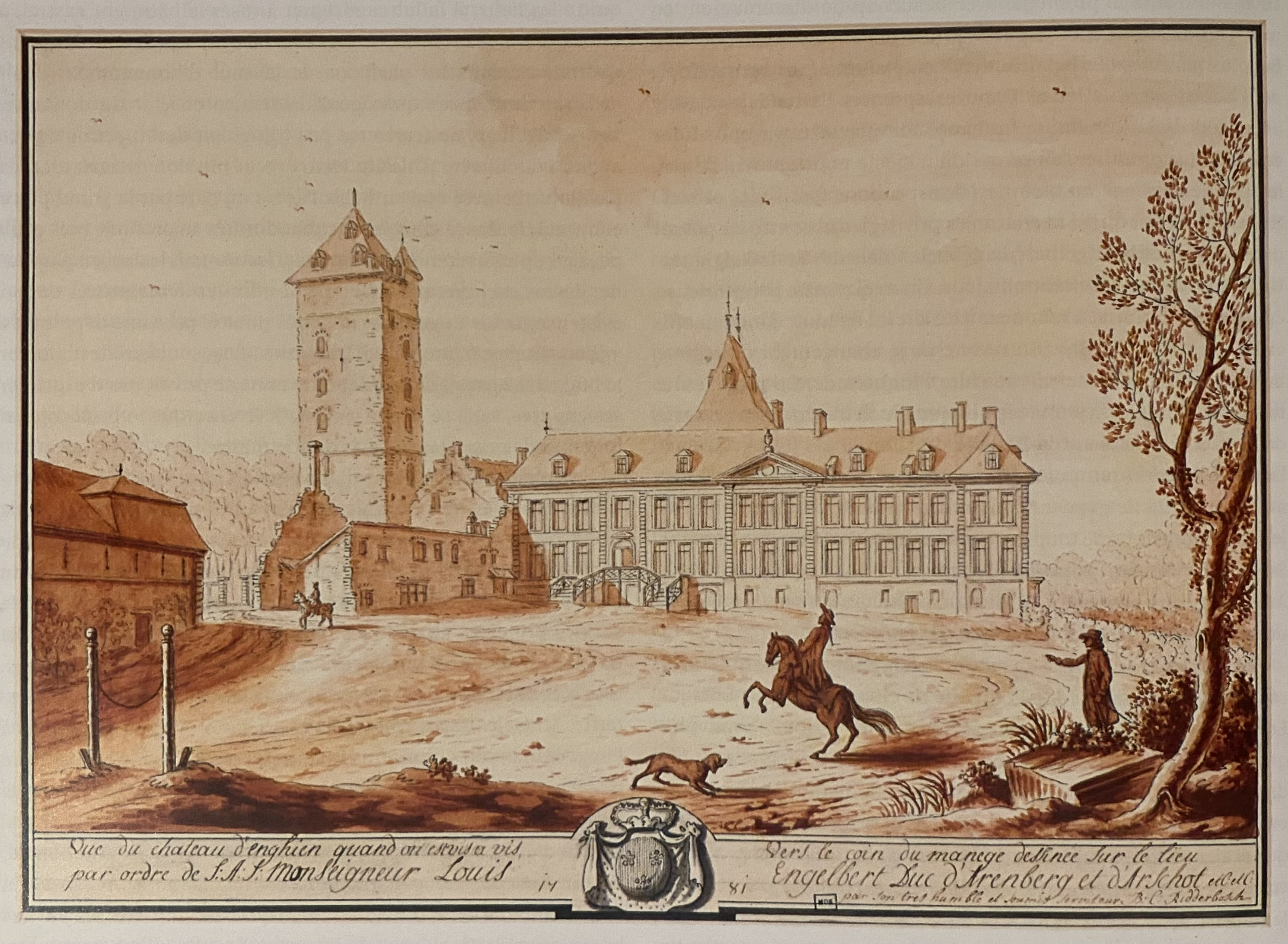
Château d’Enghien (1781)
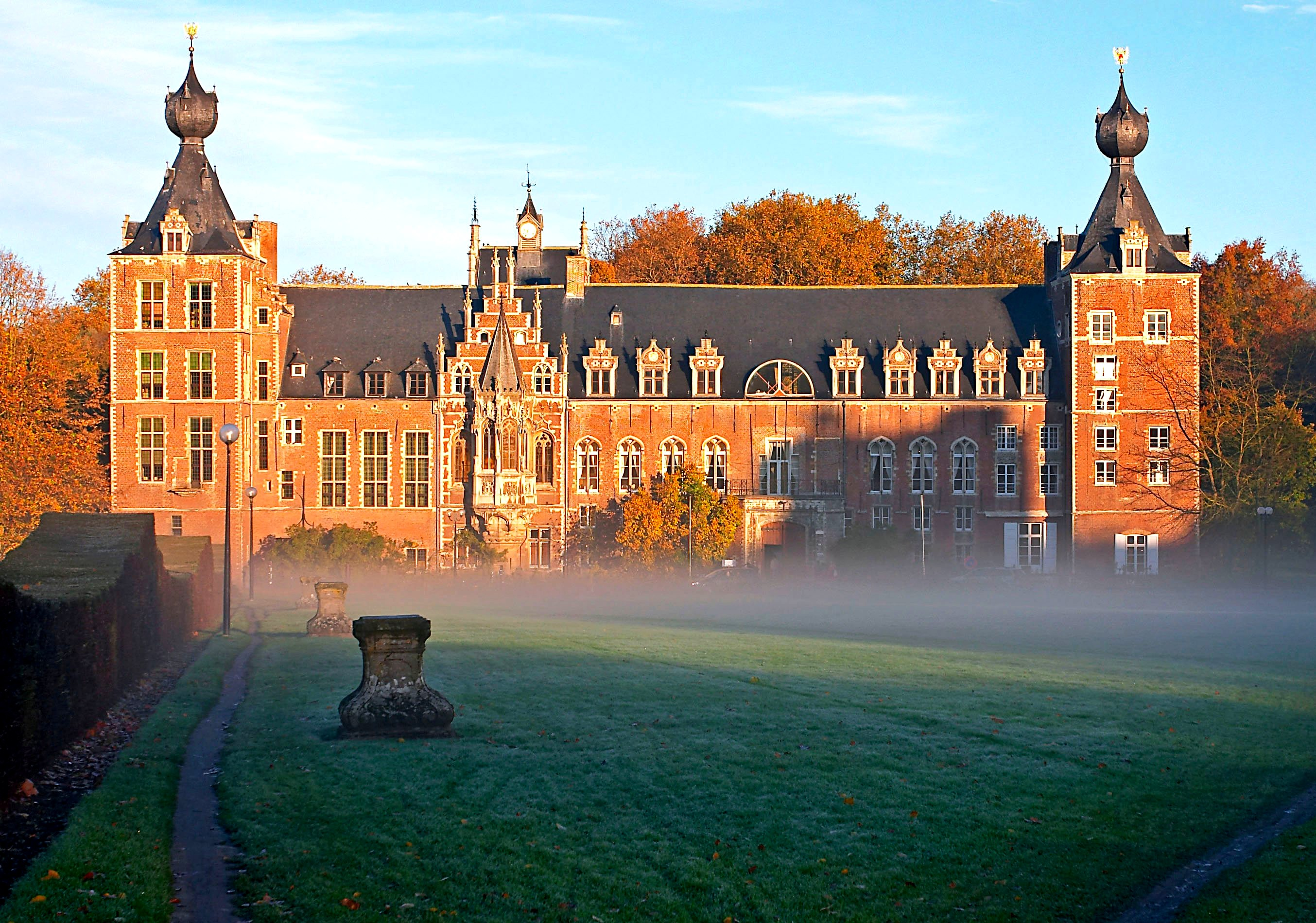
Das Schloss Arenberg im belgischen Heverlee; heute von der Universität Löwen genutzt
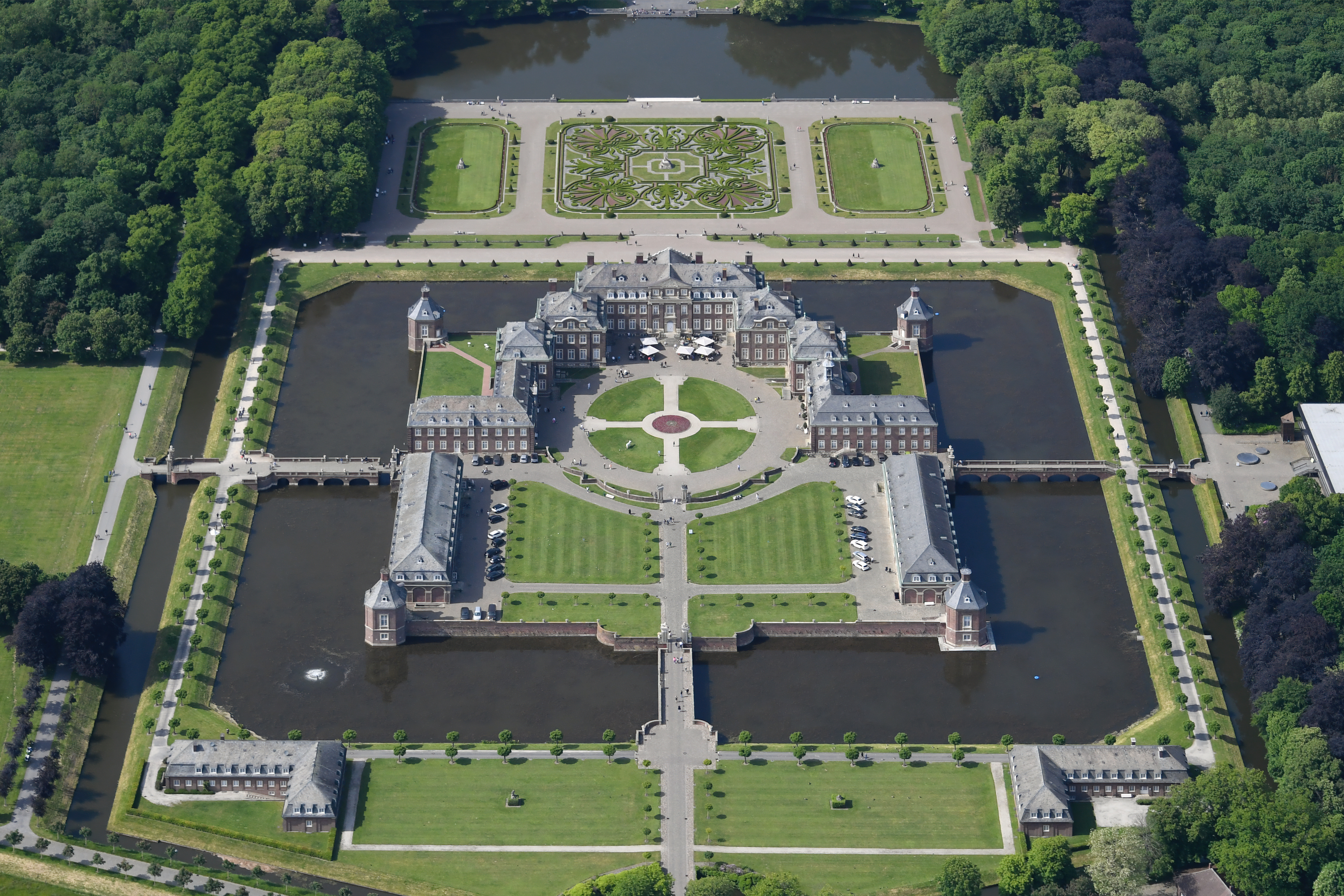
Schloss Nordkirchen, heute Fachhochschule und Museum, 1903–1959 im Familienbesitz
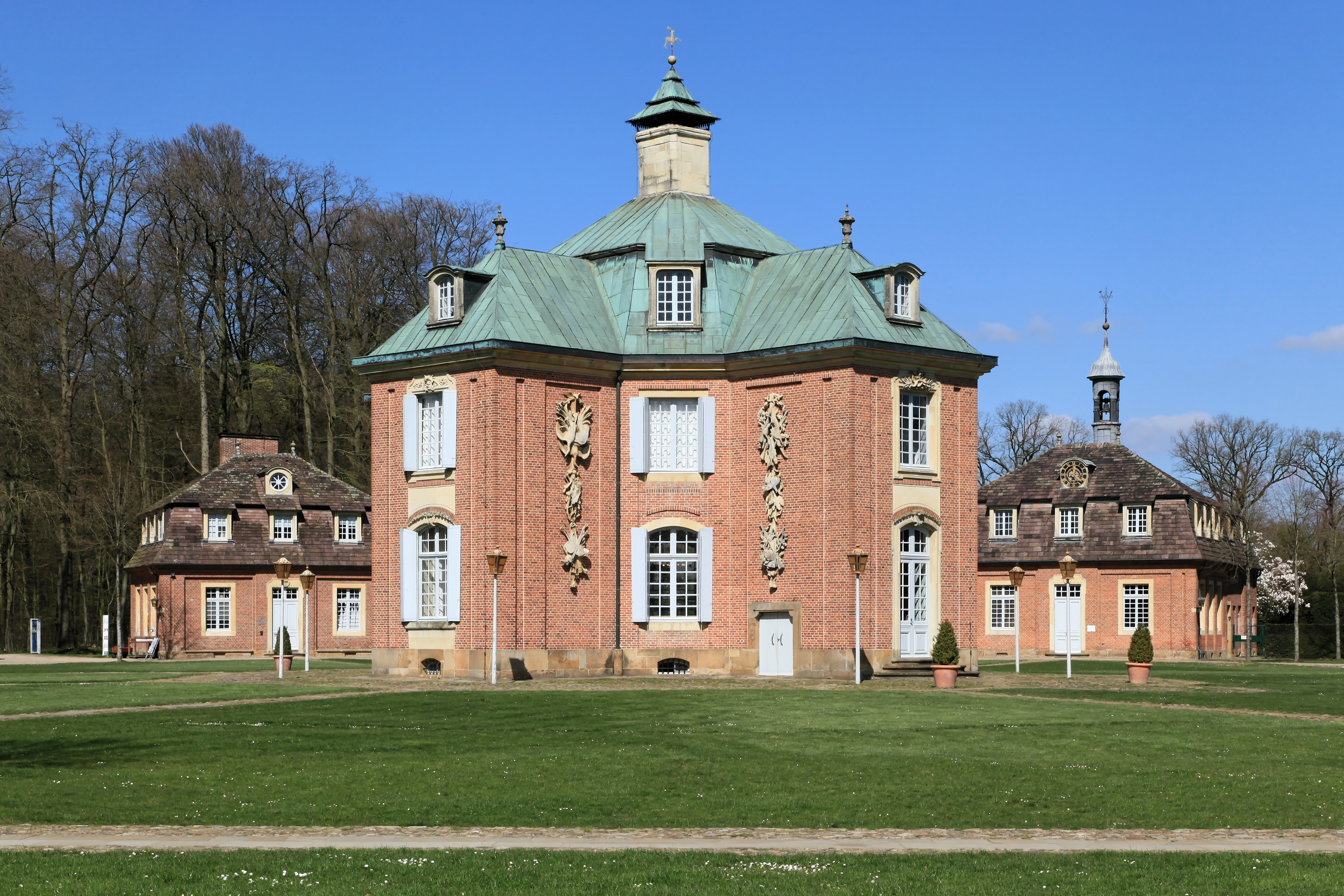
Jagdschloss Clemenswerth, 1803–1968 im Familienbesitz

## Wappen
Das Stammwappen des Hauses Arenberg wird wie folgt beschrieben: „In Rot drei (2:1) fünfblättrige goldene Mispelblüten (in manchen Versionen mit rotem Butzen). Auf dem Helm mit rot-goldenen Decken ein mit den drei Blüten belegter, naturfarbener Pfauenwedel (auch ein fächerförmiges, wie der Schild bezeichnetes Schirmbrett, oben mit Pfauenfedern besteckt).“

Stammwappen derer von Arenberg
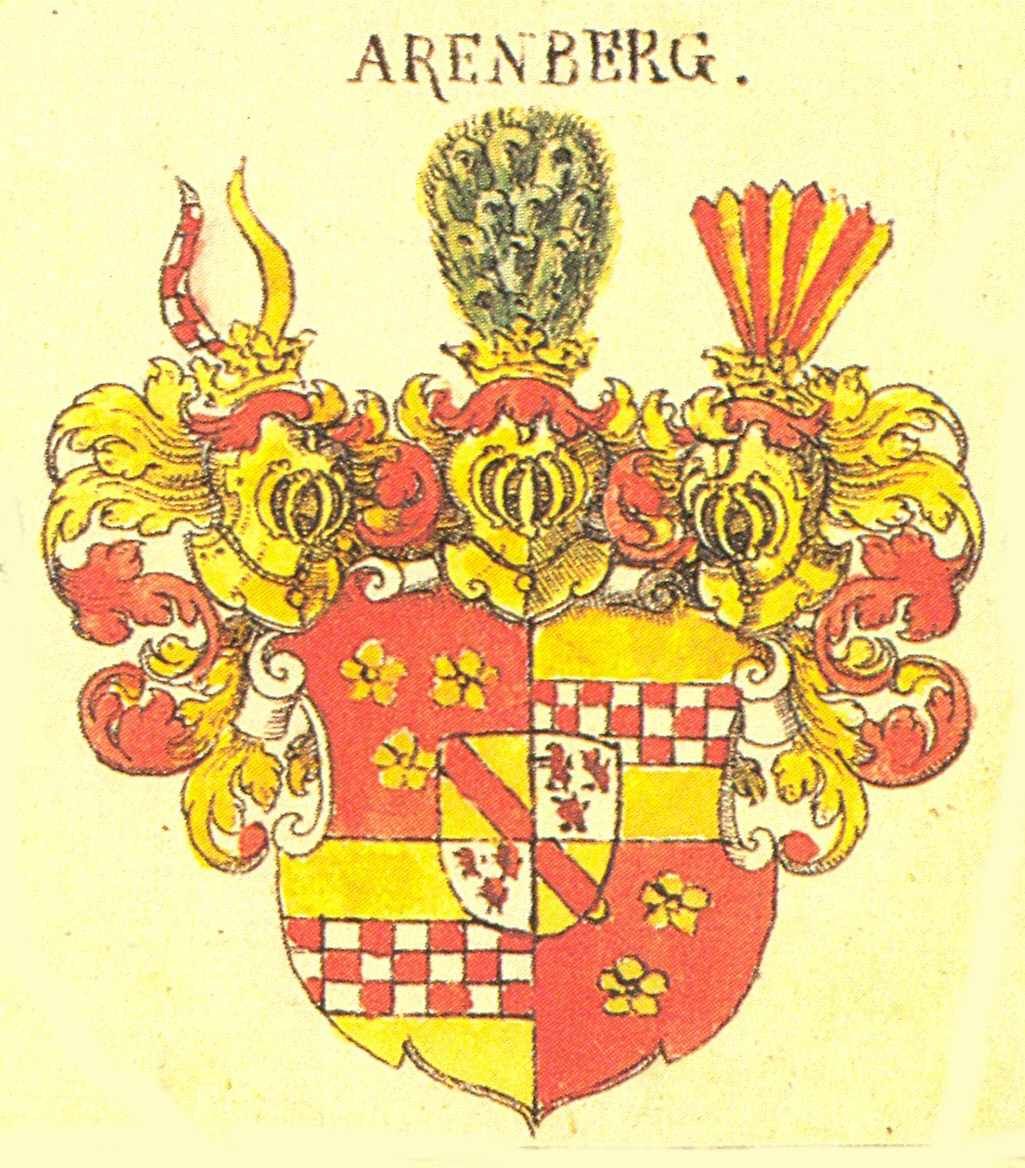
Wappen der Herzöge von Arenberg nach Siebmachers Wappenbuch von 1605
Wappen des Claude de Vergy (* 1496; † 1560), Ritter des Orden vom Goldenen Vlies, eines Wappens und offenbar auch eines Stammes mit den von Arenberg[3]

## Grafen, Fürsten, Herzöge und Chefs von Arenberg

### Burggrafen von Köln, Herren und Grafen von Arenberg
- 1032 Ulrich, Burggraf von Köln
- 1061–1074 Franco I.
- 1082–1135 Arnold
- 1106–1135 Franco II.
- 1136–1159 Heinrich I.
- Gerhard
- 1166/67–1197 Heinrich II. de Arberg
- Eberhard (1200–1218) ⚭ Aleidis von Molsberg (auch Gräfin von Freusburg genannt)
- Heinrich III. (1220–1252)
- Gerhard ⚭ Mechthild von Holte
- Johann (1267–1280), ⚭ Katharina von Jülich, verkauft 1279 das Kölner Burggrafenamt
- Mechthild/Mathilde, ⚭ 1298 Graf Engelbert II. von der Mark.

Quelle

### Grafen von Arenberg
Haus von der Mark

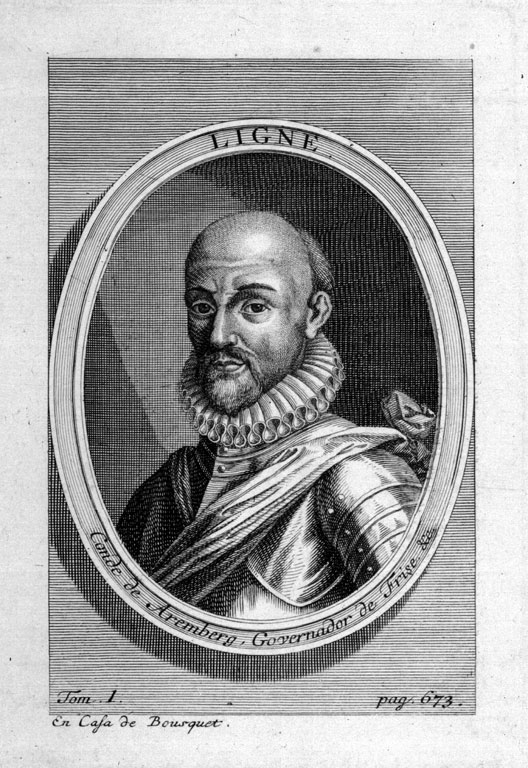
Johann von Ligne, seit 1549 Reichsgraf von Arenberg

- 1299–1328 Graf Engelbert II. von der Mark
- 1328–1387 Graf Eberhard von der Mark, Herr von Aremberg
- 1387–1454 Graf Eberhard II. von der Marck-Arenberg
- 1454–1480 Graf Johann von der Marck-Arenberg
- 1480–1496 Graf Eberhard III. von der Mark-Arenberg
- 1496–???? Graf Robert I. von der Marck-Arenberg
- ????–1536 Graf Robert II. von der Marck-Arenberg
- 1536–1541 Graf Robert III. von der Marck-Arenberg
  - nach dem Aussterben dieser Linie im Mannesstamm heiratete seine Schwester Margarethe (1541–1596) 1547 den Grafen Johann von Ligne

Haus Ligne
- 1541–1547 Gräfin Margaretha von der Marck-Arenberg (1527–1599)
- 1547–1568 Graf Johann von Ligne, seit 1549 Reichsgraf von Arenberg
- 1568–1616 Graf Karl von Arenberg (seit 1576 zum Fürst erhoben[5][6])

### Fürsten von Arenberg
- 1576–1616 Fürst Karl von Arenberg, heiratet Anna von Croÿ, Herzogin und Erbin von Aarschot
- 1616–1640 Philipp Karl von Arenberg (* 1587, † 1640) Fürst von Arenberg und Herzog von Aarschot
- 1640–1674 Philipp Franz von Arenberg (* 1625, † 1674), 1644 zum Herzog erhoben

### Herzöge von Arenberg
- 1644–1674 Philipp Franz von Arenberg (* 1625, † 1674), erster Herzog von Arenberg und Aarschot
- 1674–1681 Karl Eugen von Arenberg (* 1633, † 1681), Herzog von Arenberg und Aarschot
- 1681–1691 Philipp Karl Franz von Arenberg (* 1663, † 25. August 1691) Herzog von Arenberg und Aarschot
- 1691–1754 Leopold Philipp von Arenberg (* 1690, † 1754), Herzog von Arenberg und Aarschot
- 1754–1778 Karl Maria Raimund von Arenberg (* 1721, † 1778) Herzog von Arenberg und Aarschot
- 1778–1803 Ludwig Engelbert von Arenberg (* 3. August 1750 in Brüssel, † 7. März 1820), Herzog von Arenberg und Aarschot, Herzog von Meppen und Fürst von Recklinghausen, 1775 erblindet, 1803 zurückgetreten
- 1803–1861 Prosper Ludwig von Arenberg (* 1785, † 1861), letzter regierender Herzog von Arenberg, Aarschot und Meppen, Fürst von Recklinghausen
- 1861–1875 Engelbert-August von Arenberg (* 1824, † 1875) Herzog von Arenberg, Aarschot und Meppen, Fürst von Recklinghausen
- 1875–1919 Engelbert-Maria von Arenberg (* 10. August 1872, † 15. Januar 1949) Herzog von Arenberg, Aarschot und Meppen, Fürst von Recklinghausen, Chef des Hauses Arenberg

### Chefs des Hauses Arenberg nach 1918
- 1919–1949 Engelbert-Maria von Arenberg (* 10. August 1872, † 15. Januar 1949)
- 1949–1974 Engelbert Karl von Arenberg (* 20. April 1899 in Heverlee, † 27. April 1974 Monte Carlo) – kinderlos
- 1974–1992 Erik von Arenberg (* 17. Oktober 1901 in Heverlee, † 13. September 1992 in Punta del Este, Uruguay) – Bruder des Vorigen, kinderlos
- 1992–2011 Jean Engelbert von Arenberg (* 14. Juli 1921 in Den Haag † 15. August 2011 in Lausanne–Ouchy), Urenkel des Anton Franz (1826–1910), jüngerer Bruder von Engelbert-August von Arenberg (1824–1874), und Ururenkel von Prosper Ludwig von Arenberg (1785–1861).
- seit 2011 Léopold von Arenberg (* 20. Februar 1956 in Tervuren)

### Weitere wichtige Persönlichkeiten des Hauses Arenberg
- Amalie Luise von Arenberg (1789–1823), verheiratet mit Pius August in Bayern, Mutter von Herzog Max Joseph in Bayern und Großmutter der Kaiserin Elisabeth von Österreich.
- Franz von Arenberg (Franz von Assisi Ludwig Prinz von Arenberg; 1849–1907), Mitglied des preußischen Abgeordnetenhauses und des Reichstages
- Maria Viktoria Pauline von Arenberg (1714–1793), Ehefrau des letzten Markgrafen zu Baden-Baden
- August Maria Raimund zu Arenberg (1753–1833), französischer Offizier und Mitglied der Konstituante
- Philipp von Arenberg (1848–1906), Domkapitular in Eichstätt

## Portraitgalerie

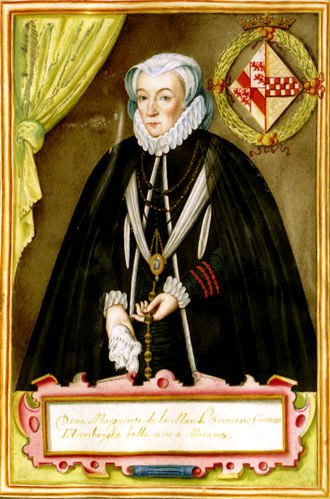
Gräfin Margaretha von der Marck-Arenberg (1527–1599)
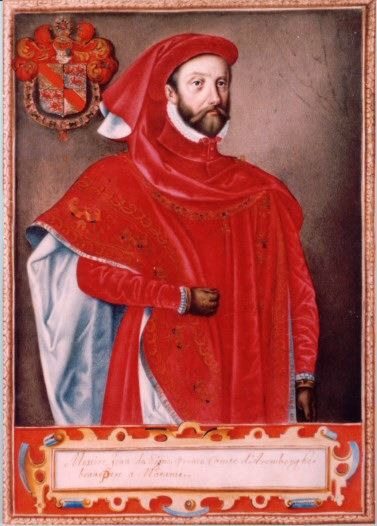
Graf Johann von Ligne, seit 1549 Reichsgraf von Arenberg (1525–1568)
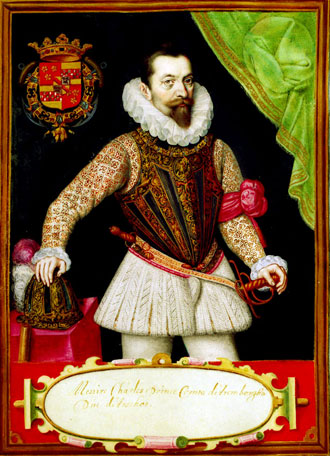
Karl von Arenberg (1550–1616), seit 1576 Fürst
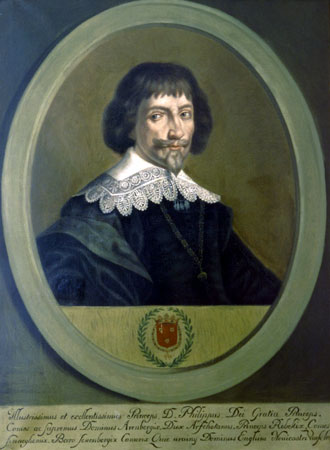
Philipp Karl von Arenberg (1587–1640) Fürst von Arenberg und Herzog von Aarschot
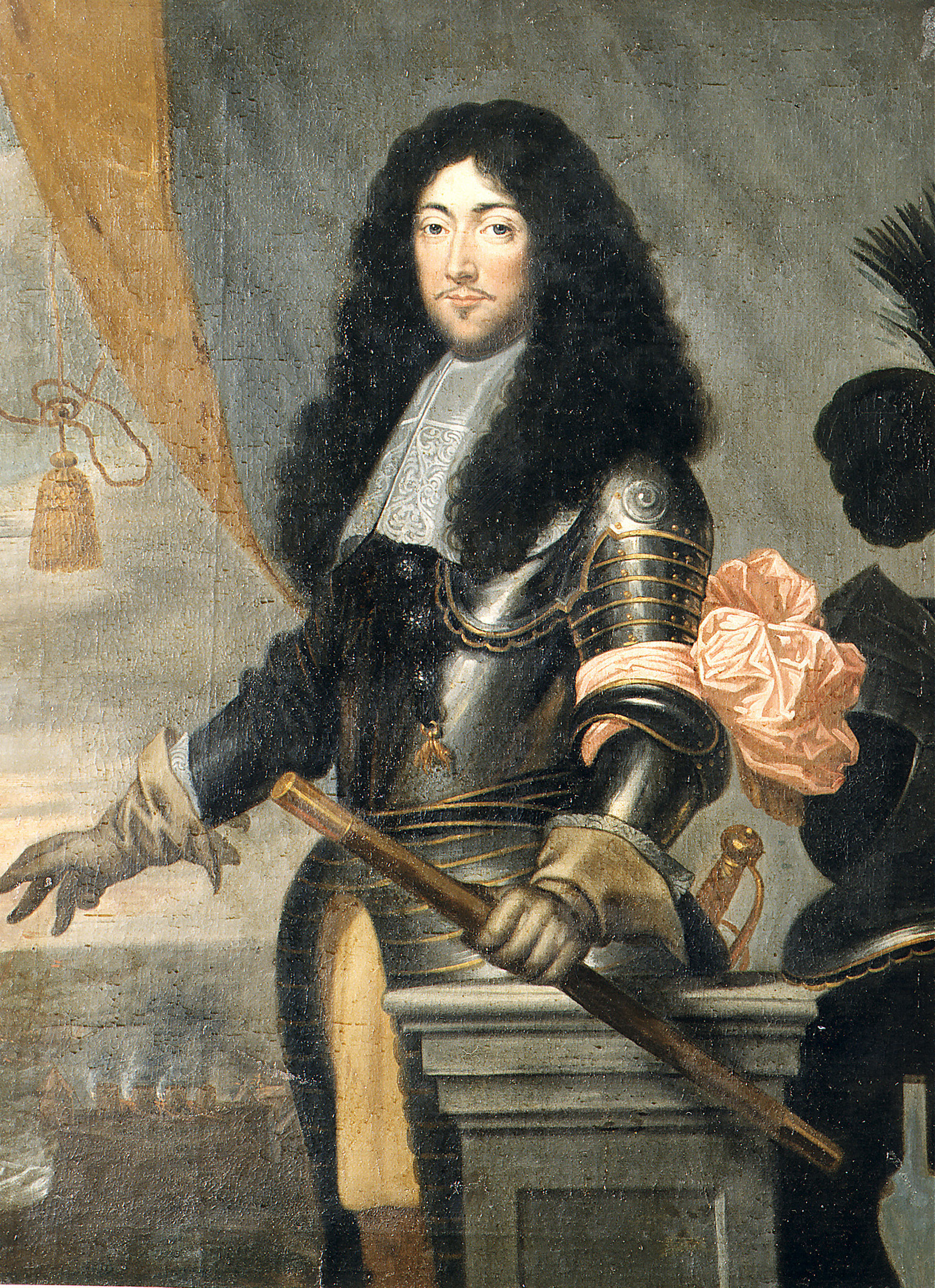
Philipp Franz von Arenberg (1625–1674), 1644 zum Herzog erhoben
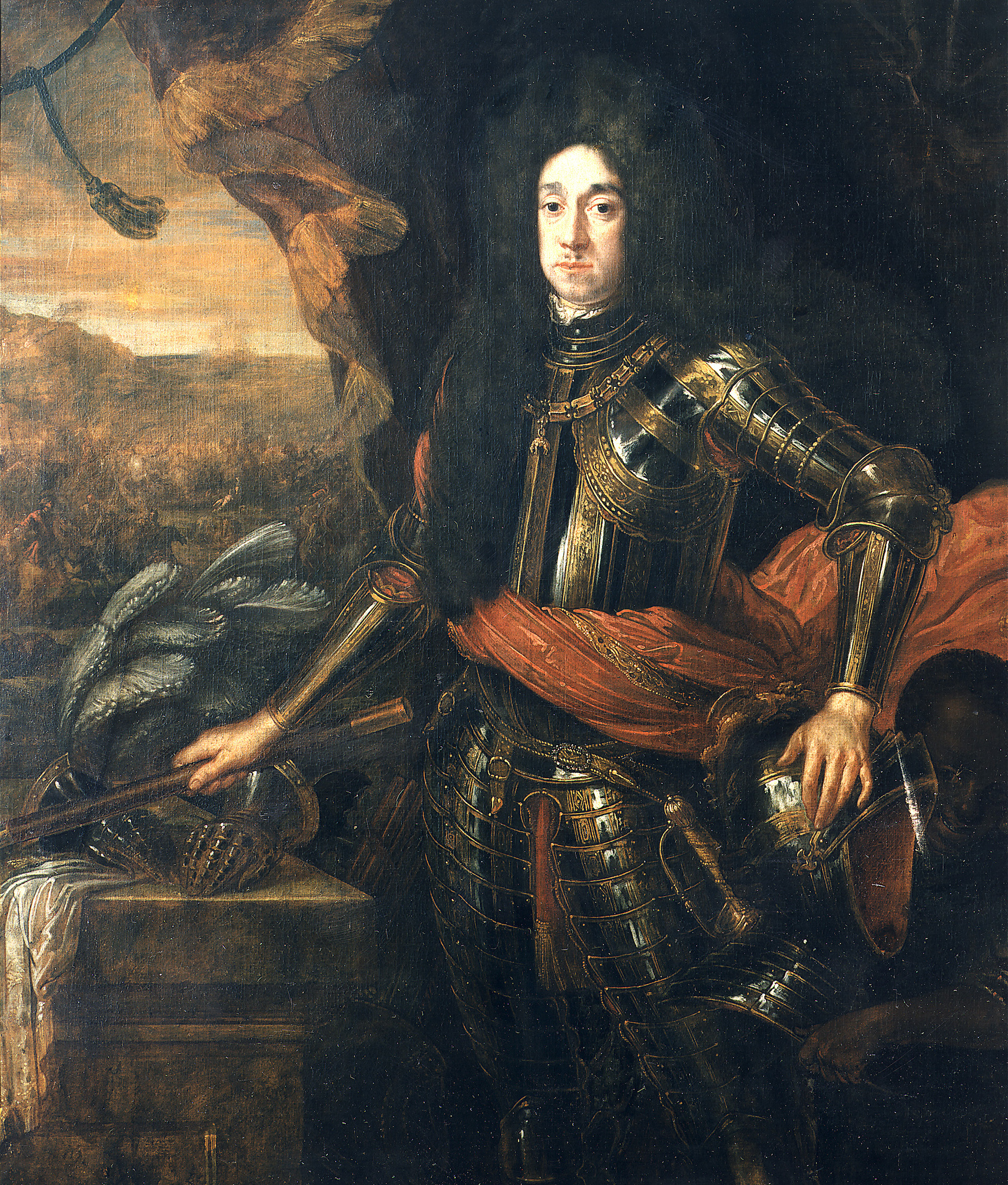
Karl Eugen von Arenberg (1633–1681), Herzog von Arenberg und Aarschot
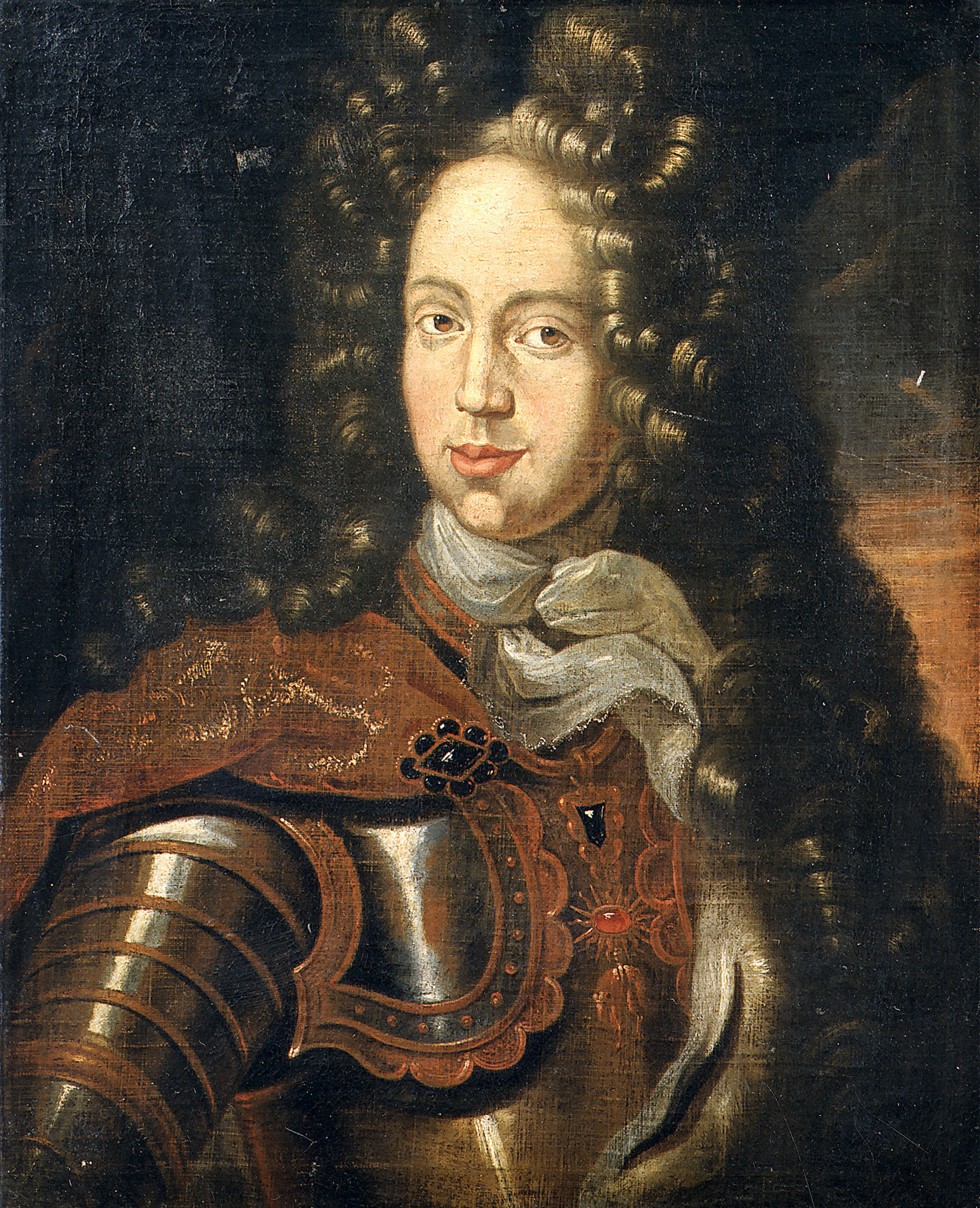
Philipp Karl Franz von Arenberg (1663–1691), Herzog von Arenberg und Aarschot
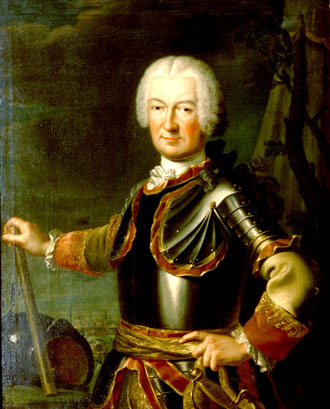
Leopold Philipp von Arenberg (1690–1754), Herzog von Arenberg und Aarschot
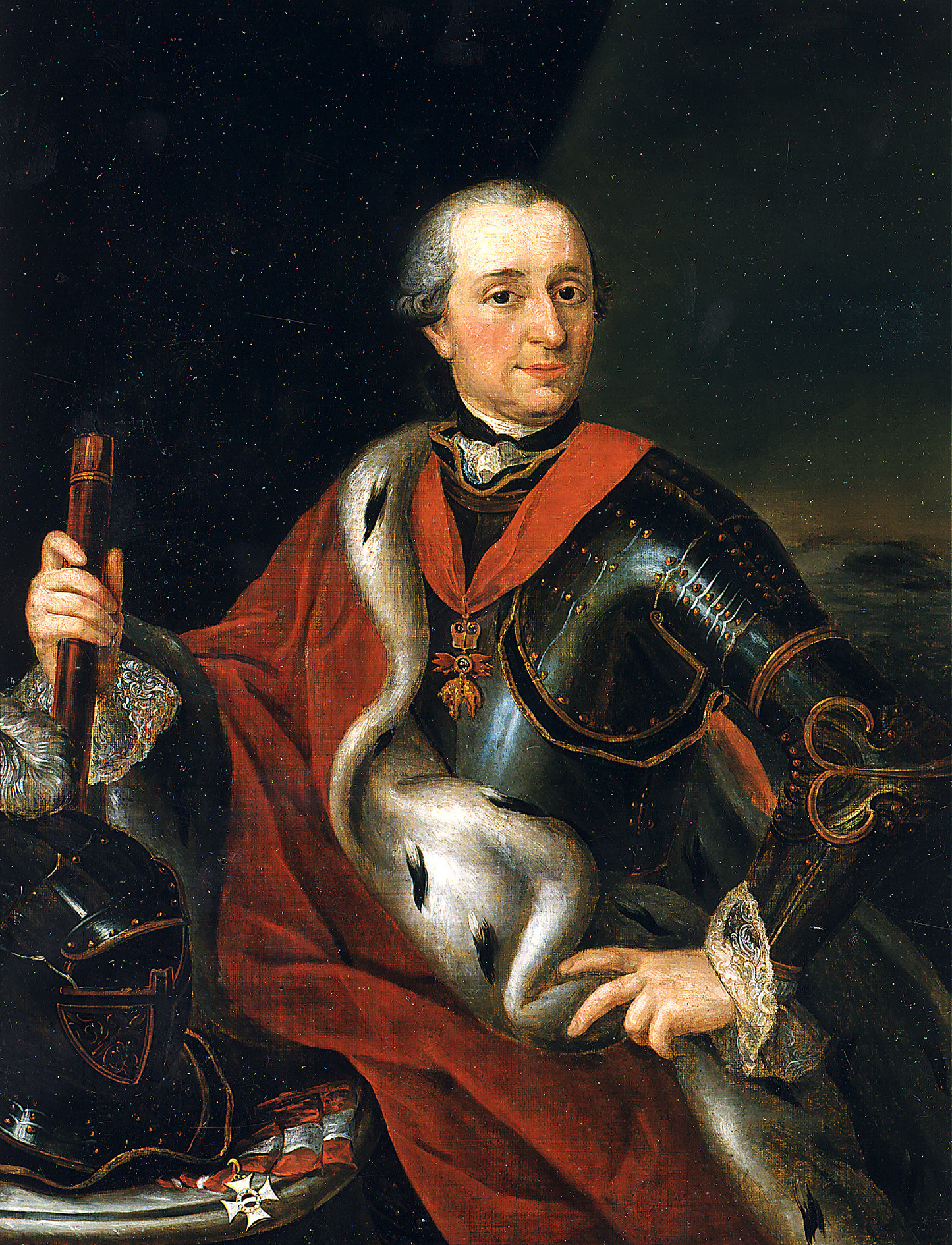
Karl Maria Raimund von Arenberg (1721–1778), Herzog von Arenberg und Aarschot
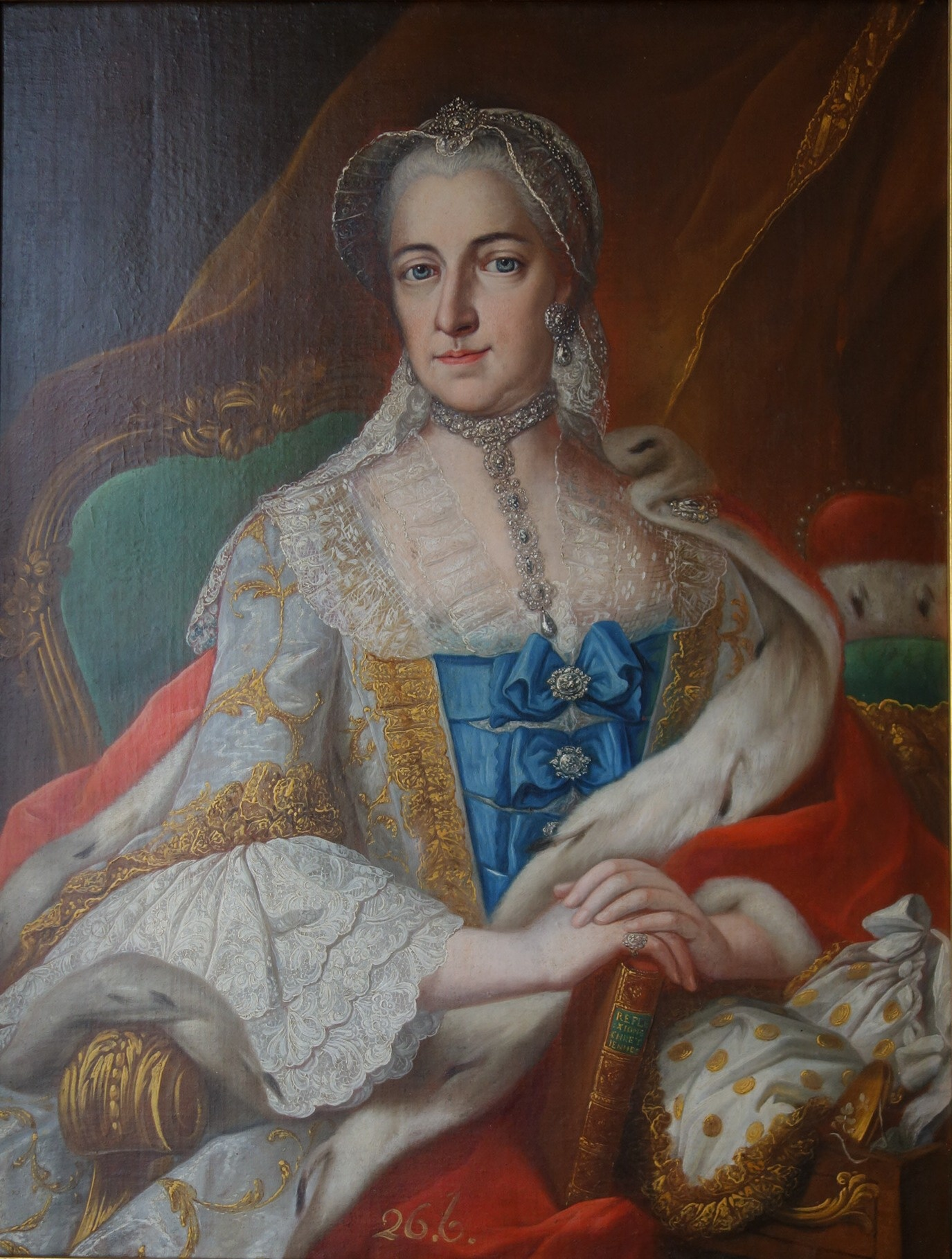
Maria Viktoria Pauline von Arenberg (1714–1793), Markgräfin von Baden-Baden
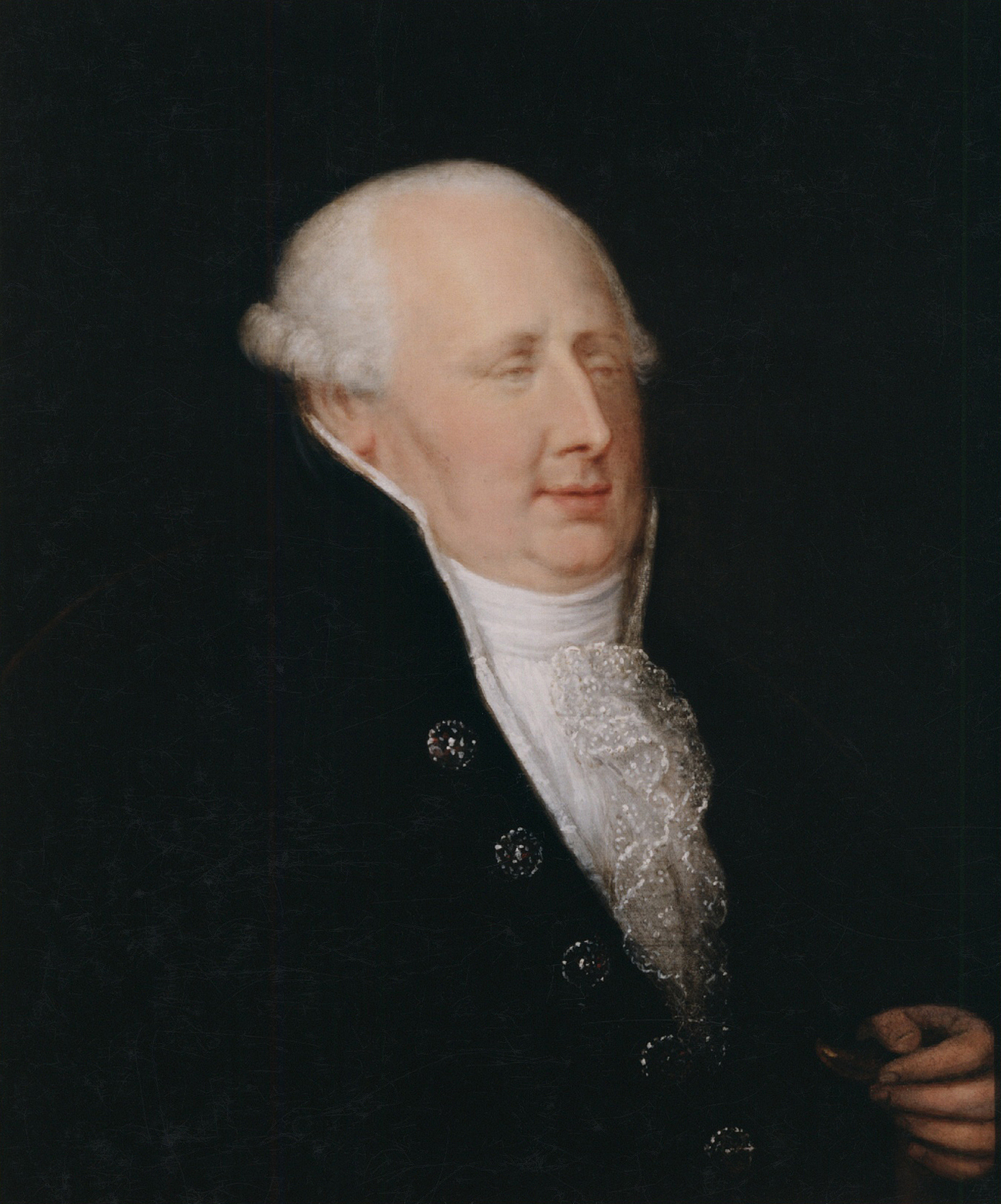
Ludwig Engelbert von Arenberg (1750–1820), Herzog von Arenberg und Aarschot, Herzog von Meppen und Fürst von Recklinghausen, comte de l’Empire
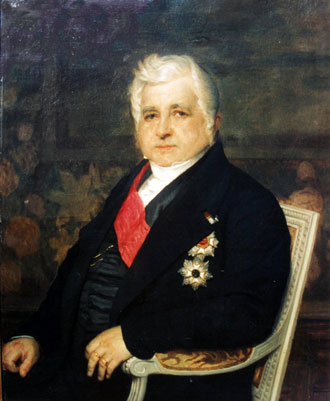
Prosper Ludwig von Arenberg (1785–1861), letzter regierender Herzog von Arenberg, Aarschot und Meppen, Fürst von Recklinghausen
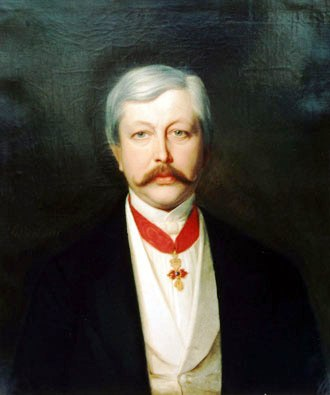
Engelbert-August von Arenberg (1824–1875), Herzog von Arenberg, Aarschot und Meppen, Fürst von Recklinghausen

## Sonstiges
Das Haus Arenberg war Miteigner und Namensgeber der Bergbaugesellschaft Arenberg. Die in Bottrop gelegenen Steinkohle-Bergwerke Zeche Prosper und Zeche Arenberg-Fortsetzung waren nach Mitgliedern dieser Familie benannt. Ein Teil der beträchtlichen Besitzungen der Familie wird von der Arenberg-Schleiden GmbH verwaltet, ein Teil der früheren Familienbesitzungen, 8000 Hektar Forst in Niedersachsen von der Arenberg-Meppen GmbH, die im Besitz der Stiftung Herzog Engelbert-Charles und Herzogin Mathildis von Arenberg ist.

## Literatur

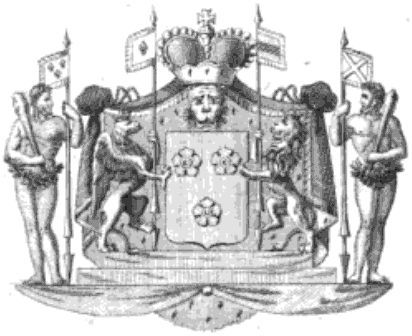
Wappen der Herzöge von Arenberg